# Parlamentní volby v Rakousku 2017

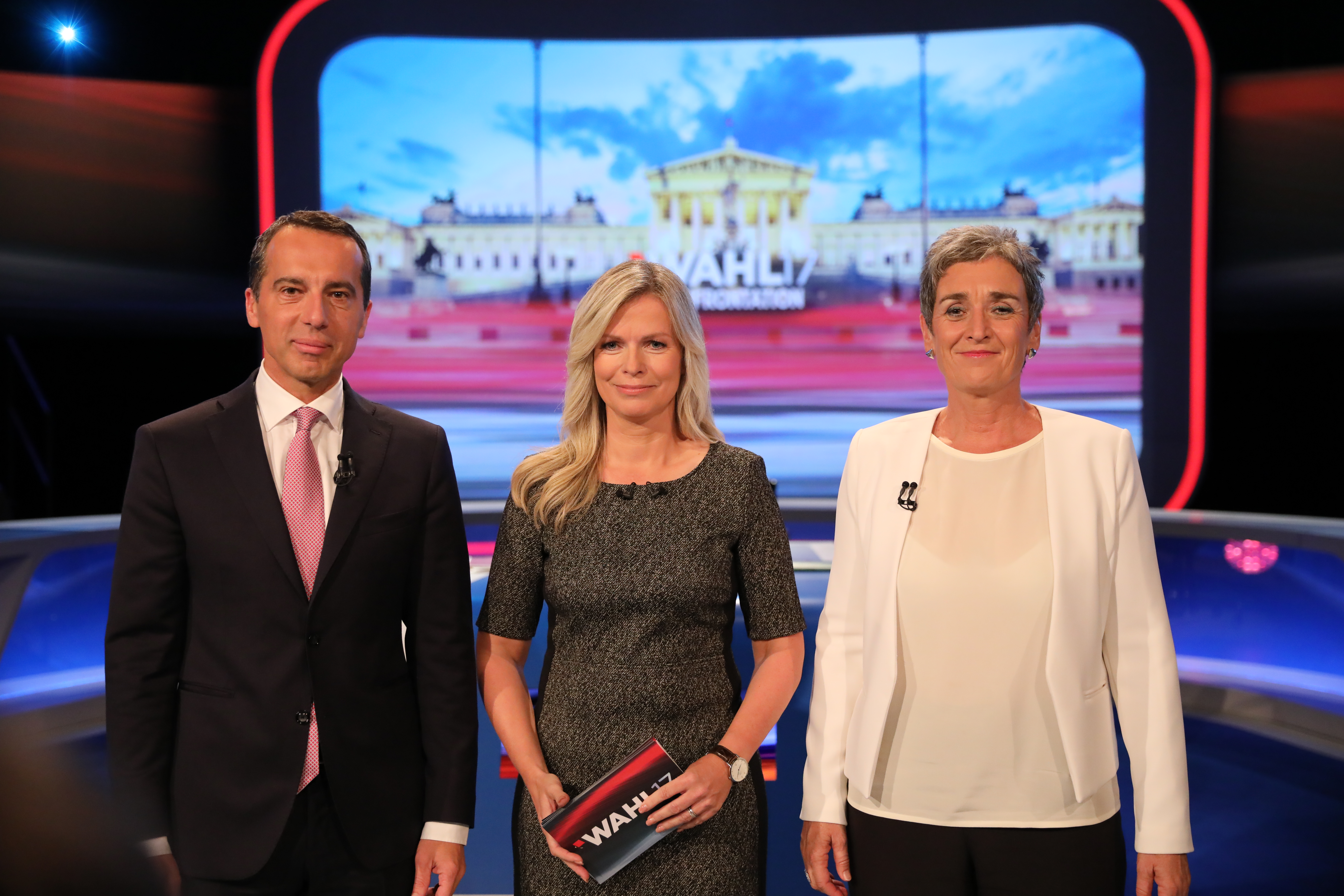
Snímek z rakouské televizní debaty televizní stanice ORF 2 (název pořadu Wahl 17 – Konfrontationen). Zleva: stávající rakouský kancléř Christian Kern (SPÖ), moderátorka pořadu Claudia Reitererová a politička za stranu Zelených Ulrike Lunacek

Předčasné parlamentní volby v Rakousku (německy Nationalratswahl in Österreich 2017), ke kterým vedly koaliční neshody mezi rakouskou lidovou stranou (ÖVP) a sociálně demokratickou stranou Rakouska (SPÖ), byly vypsány ke dni 15. října 2017. K předčasným volbám do Národní rady vyzýval rakouský ministr zahraničních věcí Sebastian Kurz (ÖVP), o dohodě napříč všemi politickými strany pak informoval veřejnost předseda strany Nové Rakousko a Liberální fórum (NEOS) Matthias Strolz. O možnosti předčasných voleb v Rakousku hovořil již v prosinci roku 2016, a to v souvislosti s tamějšími prezidentskými volbami, novinář Lidových novin Robert Schuster.
Rakouská lidová strana (ÖVP) se stala největší stranou v národní radě a získala 62 ze 183 křesel. Sociálně demokratická strana Rakouska (SPÖ) skončila na druhém místě s 52 mandáty, třetí těsně následovala Svobodná strana Rakouska (FPÖ) s 51 mandáty.

## Výsledky
Volební výsledky znamenaly výrazný úspěch zejména pro Rakouskou lidovou stranu, která dominovala se ziskem 31,5 % hlasů a 62 mandátů, což znamenalo její posílení oproti roku 2013 o 7,5 % hlasů a 15 mandátů. Oproti roku 2013 posílila se ziskem 26 % hlasů a 51 mandátů také Svobodná strana Rakouska, která si polepšila o 5,5 % hlasů a 11 mandátů a umístila se na třetím místě v těsném závěsu za druhou Sociálně demokratickou stranou Rakouska. Ta si oproti roku 2013 udržela své pozice, a to jak z hlediska podílu hlasů, tak z hlediska počtu mandátů. Výrazný neúspěch zaznamenali ve volbách Zelení – v posledních volbách ještě čtvrtá nejsilnější strana skončila tentokrát až na šesté pozici, se ziskem 3,8 % přišla o 8,7 % hlasů oproti roku 2013, nepřekročila čtyřprocentní uzavírací klauzuli a ztratila tak všechny mandáty. Zelené poškodilo zejména rozštěpení strany, kdy její bývalý vrcholný činitel Peter Pilz založil vlastní kandidátní listinu Liste Peter Pilz, která na rozdíl od Zelených uspěla se ziskem 4,4 % hlasů a ve volbách získala 8 mandátů. Čtyřprocentní hranici překonala také liberální strana NEOS se ziskem 5,3 % hlasů a 10 mandátů, což pro ni oproti minulým volbám znamenalo polepšení o tři desetiny procenta hlasů a jeden mandát.
Voleb se účastnilo celkem 80 % (5 120 879) oprávněných voličů z celkově 6 400 998 oprávněných, volební účast tak byla o 5,1 % vyšší než před čtyřmi lety. Celkem přišlo k volbám o 338 469 voličů více.
|                        | ÖVP            | SPÖ            | FPÖ                     | NEOS            | PILZ        |
| ---------------------- | -------------- | -------------- | ----------------------- | --------------- | ----------- |
| Volební lídr           | Sebastian Kurz | Christian Kern | Heinz-Christian Strache | Matthias Strolz | Peter Pilz  |
| Počet hlasů            | 1 595 526      | 1 361 746      | 1 316 442               | 268 518         | 223 543     |
| Podíl                  | 31,5 % ▲       | 26,9 % ▲       | 26 % ▲                  | 5,3 % ▲         | 4,4 % ▬     |
| Počet mandátů          | 62             | 52             | 51                      | 10              | 8           |
| Předchozí volby (2013) | 23,99 % (47)   | 26,82 % (52)   | 20,51 % (40)            | 4,96 % (9)      | nová strana |

### Podrobné výsledky

Vítězné strany podle obcí

Rozdělení mandátů nově zvolených členů

| Strana                                         | Hlasů     | Procent | Mandátů |
| ---------------------------------------------- | --------- | ------- | ------- |
| Rakouská lidová strana                         | 1 595 526 | 31,5 %  | 62      |
| Sociálně demokratická strana Rakouska          | 1 361 746 | 26,9 %  | 52      |
| Svobodná strana Rakouska                       | 1 316 442 | 26 %    | 51      |
| NEOS – Das Neue Österreich und Liberales Forum | 268 518   | 5,3 %   | 10      |
| Liste Peter Pilz                               | 223 544   | 4,4 %   | 8       |
| Zelení – Zelená alternativa                    | 192 638   | 3,8 %   | 0       |
| Strany, které dosáhly výsledku alespoň 1,5 %.  |           |         |         |

## Předvolební vývoj

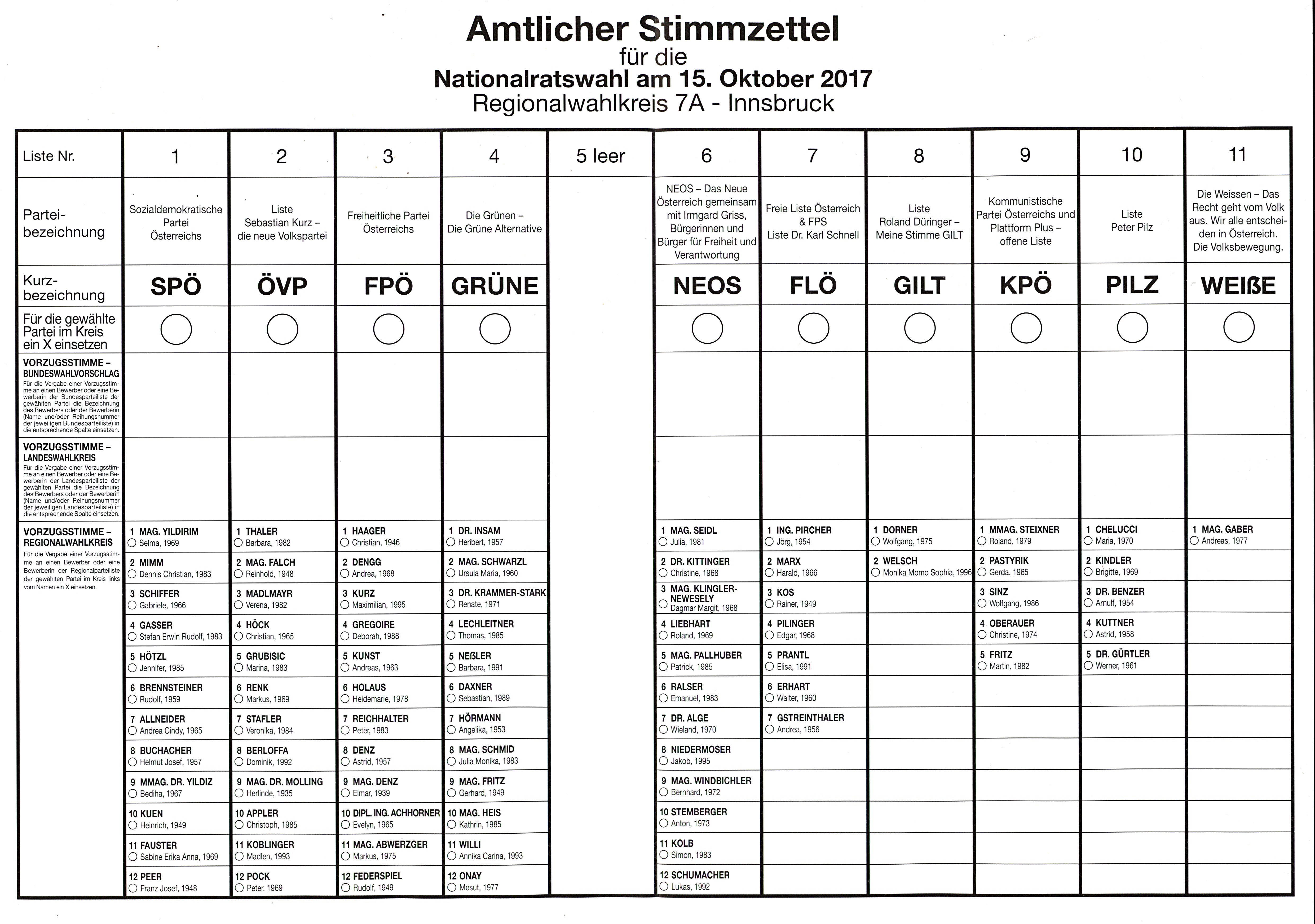
Volební lístek

O křesla do Národní rady se ve volbách ucházelo 16 politických stran. Dle mnichovského deníku Merkur, který uveřejnil dne 10. října 2017, tj. pět dní před volbami, odhady 12 předvolebních průzkumů jednotlivých institucí a deníků, byla za největšího koně těchto rakouských parlamentních voleb považována Rakouská lidová strana (ÖVP), a to s odhadovaným volebním ziskem 33–34 % odevzdaných hlasů. Na děleném druhém a třetím místě se pohyboval odhadovaný zisk pro Rakouskou sociálně demokratickou stranu (SPÖ, 23–27 %) a Svobodnou stranu Rakouska (FPÖ; 24–27 %). O dělené čtvrté až šesté místo měly svést dle odhadů souboj tři strany, a to rakouská strana Zelených (Grüne; 5–8 %), Liste PILZ bývalého člena Zelených Petera Pilzeho (4–6 %) a NEOS (4–6 %).
V případě volebního vítězství ÖVP byl vážným uchazečem na úřad rakouského kancléře její stávající předseda, Sebastian Kurz, který by se tak stal ve věku 31 let nejmladším předsedou vlády v historii celé Evropské unie. Za svého úhlavního nepřítele v těchto parlamentních volbách označil Kurz v televizní debatě Heinze-Christiana Stracheho, dosavadního předsedu FPÖ.

### Stranické výdaje na internetovou reklamu
Dle českého časopisu Týden, odkazujícího se na rakouský deník Die Presse, měli vynaložit sociální demokraté na reklamu v těchto parlamentních volbách 600 tisíc eur, NEOS pak 90 tisíc eur a Svobodní 15 procent svého rozpočtu na kampaň. Lidovci předpokládané vynaložené náklady neuvedli.

### Sociální demokraté v tzv. Silbernsteinově aféře
Právě Sebastian Kurz byl také ústřední postavou, figurující v tzv. Silbernsteinově aféře (německy Silberstein-Affäre; 2017), jež byla spojená se zákulisní předvolební kampaní, vedenou rakouskou sociální demokracií s přispěním izraelského poradce, Tala Silbernsteina, s cílem co nejvíce pošpinit na sociální síti Facebook Kurze jakožto předpokládaného rakouského kancléře. Sociální demokraté ukončili uzavřenou spolupráci s Talem Silbernsteinem až po jeho zatčení v rodném Izraeli, kde čelil podezření z praní špinavých peněz.

## Televizní předvolební debaty

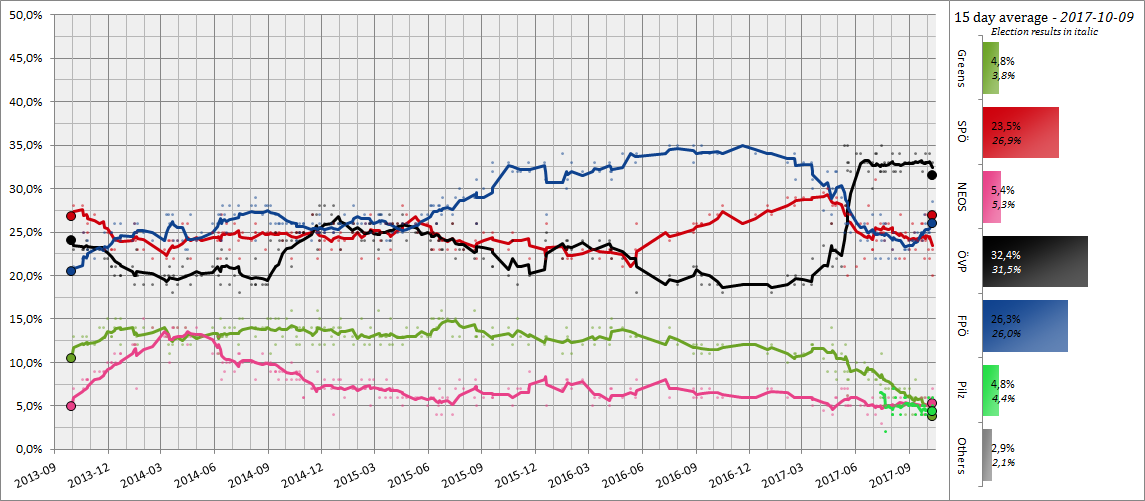
Rakouské předvolební průzkumy v letech 2013–2017

### Wahl 17: Konfrontationen (ORF 2)
Jedním ze zprostředkovatelů televizních klání jednotlivých představitelů, kandidujících politických stran a hnutí, byla rakouská televizní stanice ORF 2, která v rámci diskuzního pořadu Wahl 17: Konfrontationen, jehož moderátory byli s výjimkou posledního společného klání (tzv. Elefantenrunde, popř. Runde der Spitzenkandidaten) střídavě Tarek Leitner a Claudia Reiterer, uspořádala od 21. září do 12. října 2017 celkem deset televizních debat. V následujícím televizním pořadu ZiB 2 (německy Zeit im Bild 2), moderovaným Arminem Wolfem, byla každá z právě proběhlých debat odborně prodiskutována. Jedním z hostů pořadů byl např. rakouský politolog a televizní analytik Peter Filzmaier.

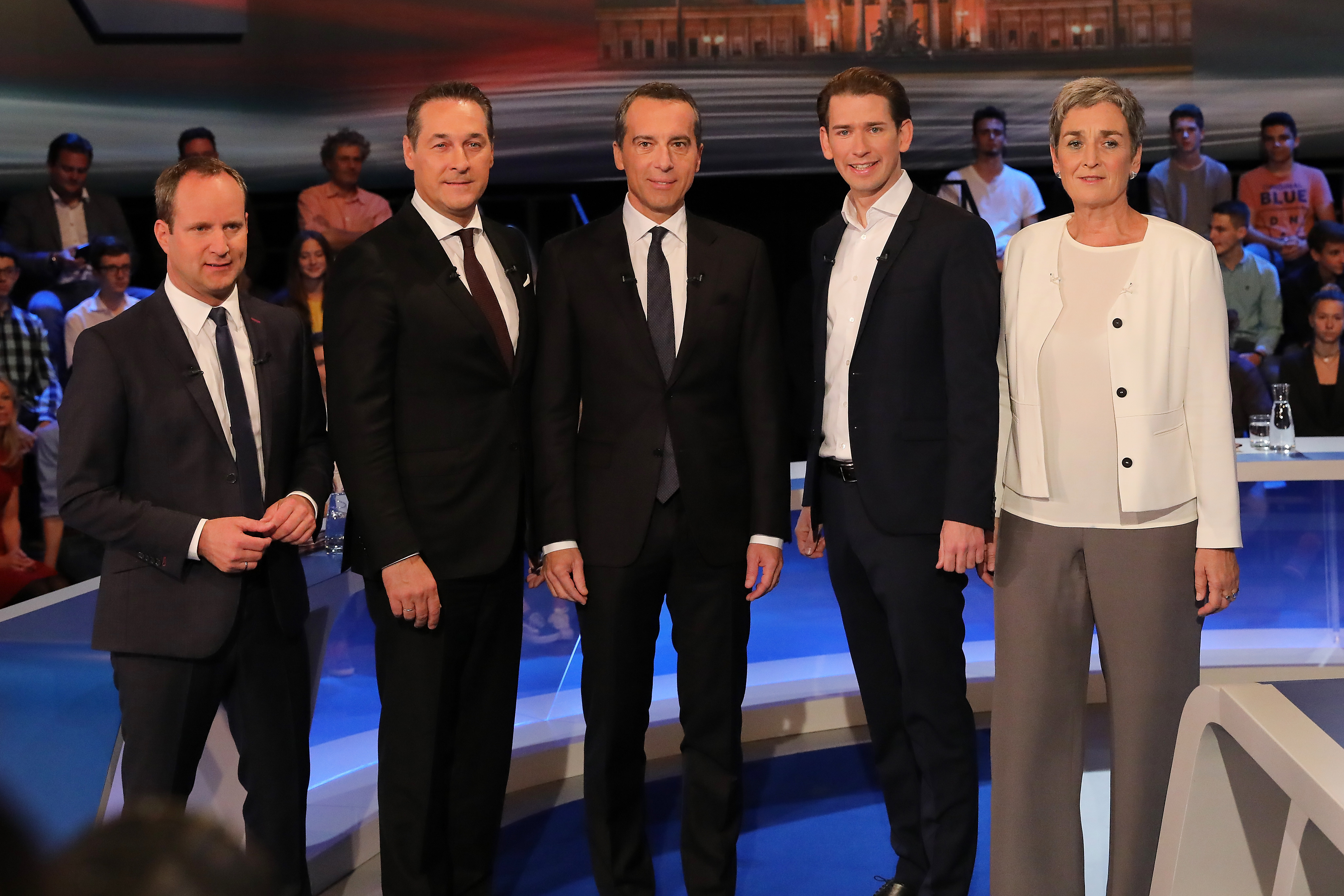
Účastnící závěrečného velkého diskuzního klání (tzv. Elefantenrunde) televize ORF 2. Zleva: Matthias Strolz, Heinz-Christian Strache, Christian Kern, Sebastian Kurz a Ulrike Lunacek

### Diskutovaná volební témata
Mezi hojně dominující témata, jež opakovaně zaznívala v předvolebních debatách, patřila hlavně azylová politika, islamizace Rakouska a evropská migrační krize z roku 2015, rozšíření spolupráce se státy tzv. Visegrádu (hlavně z řad FPÖ), zaměstnanost a starobní důchody, či zdravotnictví.
Jeden z kandidátů, Heinz-Christian Strache (FPÖ), tak např. k tématu uvedl, že „islám do Rakouska nepatří“ a dle stávajícího kancléře Christina Kerna (SPÖ) je nutné „o tomto tématu hovořit otevřeně, nikoliv věci zamlčovat“. Strache také v televizní debatě napadl ministra zahraničních věcí Sebastiana Kurzeho (ÖVP) za jeho tvrzení, že „dnešní průměrný přistěhovalec je chytřejší nežli průměrný našinec“ (německy „Der durchschnittliche Zuwanderer von heute ist gebildeter als der durchschnittliche Österreicher.“). Dle portálu Faktistfakt.com, zabývajícím se ověřováním předkládaných tvrzení, Kurze opravdu toto tvrzení řekl, avšak nevztáhl jej primárně na uchazeče o azyl, nýbrž na utečence v obecném slova smyslu.

## Povolební vyjednávání
Na základě volebních výsledků nebyla možná žádná většinová vláda bez alespoň dvou ze tří nejsilnějších stran. Vzhledem k tomu, že sociální demokraté ústy svého předsedy pokračování vládní koalice s lidovci vyloučili, předpokládalo se, že bude v rámci povolebních vyjednávání dohodnuta černo-modrá koalice lidovců a svobodných.
V nové rakouské koaliční vládě ÖVP a FPÖ, která složila slib v prosinci 2017, měla FPÖ vedle vicepremiéra Stracheho ve vládě dalších pět zástupců. Ministrem vnitra se stal dosavadní generální tajemník FPÖ Herbert Kickl, ministryní zahraničí expertka na Blízký východ, nestranička Karin Kneisslová, ministrem obrany voják a štýrský regionální politik Mario Kunasek. Dřívější prezidentský kandidát FPÖ Norbert Hofer se stal ministrem infrastruktury. Svobodní obsadili také rezort zdravotnictví, práce a sociálních věcí.
Z lidové strany ÖVP usedla ve vládě kromě kancléře Kurze také bývalá předsedkyně Národní rady Elisabeth Köstingerová, která se stala ministryní zemědělství a životního prostředí. Lidovci vedli i rezort kultury a ministerstvo žen, rodin a mládeže. Na posty ministrů spravedlnosti, financí, školství a vědy a hospodářství ÖVP nominovala nestraníky. Rezort spravedlnosti vedl bývalý člen FPÖ Josef Moser, ministrem financí se stal Hartwig Löger.

### Důsledky účasti FPÖ ve vládě
FPÖ se nijak netají blízkými vztahy s Vladimírem Putinem a má od roku 2016 uzavřenou "dohodu o přátelství" s prezidentskou stranou United Russia. V té době ji v Moskvě podepsali Heinz-Christian Strache, Norbert Hofer, Johann Gudenus a Harald Vilimsky a strana FPÖ ji nevypověděla ani po vstupu do rakouské vlády. Ministryně zahraničí Karin Kneissl, nominovaná FPÖ, osobně pozvala ruského prezidenta Vladimíra Putina na svatbu ve Štýrsku jen pět měsíců po použití novičoku v Británii. S ohledem na tuto skutečnost přerušily některé západní zpravodajské služby, jako britská MI5 nebo nizozemská AIVD, s Rakouskem spolupráci. Federální úřad pro ochranu ústavy a boj proti terorismu (BVT) byl z velké části odříznut od mezinárodního toku informací mezi zpravodajskými službami.
Debata v Rakousku byla zaměřena především na otázku integrace FPÖ s pravicovými extremisty, jako je Identitární hnutí. Lídr rakouského hnutí Identitariánů Martin Sellner byl předmětem vyšetřování kvůli vazbám na střelce Brentona Tarranta, který předtím, než zabil desítky lidí během útoku na mešity v novozélandském městě Christchurch, poslal roku 2018 Sellnerovi 1500 eur.
Rakousko už nedostávalo okamžitě ani informace týkající se jeho samého. Stalo se to i během pátrání po evropských cestách atentátníka z Christchurch. Předtím, než zavraždil 50 lidí ve dvou mešitách na Novém Zélandu, navštívil 20 členských zemí EU včetně Rakouska. V Rakousku si na přelomu listopadu a prosince 2018 pronajal auto a je možné, že v té době mohl navštívit i Prahu, kde se sešla skupina amerických radikálů, které spojuje názorová blízkost k identitárnímu hnutí.
Dosavadní generální tajemník FPÖ Herbert Kickl, který ve vládě zastával post ministra vnitra, vystoupil v roce 2016 na konferenci "Obránci Evropy" v Linci, kde nechyběli ani příznivci identitářů.